# Olympische Sommerspiele 2012/Teilnehmer (Tunesien)
| Gelbes Symbol für Goldmedaillen mit stilisierten Olympischen Ringen | Graues Symbol für Silbermedaillen mit stilisierten Olympischen Ringen | Braundes Symbol für Bronzemedaillen mit stilisierten Olympischen Ringen |
| ------------------------------------------------------------------- | --------------------------------------------------------------------- | ----------------------------------------------------------------------- |
| 2                                                                   | —                                                                     | 1                                                                       |

Tunesien nahm in London an den Olympischen Spielen 2012 teil. Es war die insgesamt 13. Teilnahme an Olympischen Sommerspielen. Vom Comité National Olympique Tunisien wurden insgesamt 84 Athleten in 17 Sportarten nominiert.
Fahnenträger bei der Eröffnungsfeier war der Handballspieler Heykel Megannem.

## Medaillen

### Medaillenspiegel
| Medaillenspiegel Südafrika |                |                              |                           |                           |        |
| Platz                      | Sportart       | Goldmedaille – Olympiasieger | Silbermedaille – 2. Platz | Bronzemedaille – 3. Platz | Gesamt |
|                            | Schwimmen      | 1                            | –                         | 1                         | 2      |
|                            | Leichtathletik | 1                            | –                         | –                         | 1      |

### Medaillengewinner

#### Gold
| Name             | Sportart       | Wettkampf                   |
| ---------------- | -------------- | --------------------------- |
| Oussama Mellouli | Schwimmen      | 10 km Freiwasser Männer     |
| Habiba Ghribi    | Leichtathletik | 3000 Meter Hindernis Frauen |

#### Bronze
| Name             | Sportart  | Wettkampf                  |
| ---------------- | --------- | -------------------------- |
| Oussama Mellouli | Schwimmen | 1500 Meter Freistil Männer |

## Teilnehmer nach Sportarten

### Basketball
| Wettbewerb    | Männer |
| ------------- | --- |
| Athleten      | Mokhtar Ghyaza Salah Mejri Omar Abada Makrem Ben Romdhane Lassaad Chouaya Radhouane Slimane Marouan Kechrid Amine Rzig Marouan Laghnej Mourad El Mabrouk Sofian M'Rad Amine Maghrebi Mohamed Hdidane Zied Toumi |
| Trainer       | Adel Tlatli |
| Gruppenphase  | Nigeria (56:60) USA (63:110) Argentinien (69:92) Frankreich (69:73) Litauen (63:76) |
| Viertelfinale | ausgeschieden |
| Halbfinale    | ausgeschieden |
| Finale        | ausgeschieden |
| Platzierung   | – |

Zwei Spieler werden als Ersatzspieler benannt und gehören nicht zum offiziellen Aufgebot.

### Boxen
| Athleten           | Wettbewerb                  | 1. Runde                | 1. Runde | Achtelfinale     | Achtelfinale | Viertelfinale                 | Viertelfinale | Halbfinale | Halbfinale | Finale | Finale   | Rang |
| Athleten           | Wettbewerb                  | Gegner                  | Ergebnis | Gegner           | Ergebnis     | Gegner                        | Ergebnis      | Gegner     | Ergebnis   | Gegner | Ergebnis | Rang |
| ------------------ | --------------------------- | ----------------------- | -------- | ---------------- | ------------ | ----------------------------- | ------------- | ---------- | ---------- | ------ | -------- | ---- |
| Frauen             |                             |                         |          |                  |              |                               |               |            |            |        |          |      |
| Maroua Rahali      | Fliegengewicht 48–51 kg     | -                       | -        | BYE              | BYE          | Chungneijang Mery Kom Hmangte | 6:15          | -          | -          | -      | -        | 5    |
| Rim Jouini         | Halbweltergewicht 57–60 kg  | -                       | -        | Alexis Pritchard | 10:15        | -                             | -             | -          | -          | -      | -        | 9    |
| Männer             |                             |                         |          |                  |              |                               |               |            |            |        |          |      |
| Ahmed Mejri        | Leichtgewicht bis 60 kg     | Shafiq Chitou           | 16:9     | Félix Verdejo    | 7:16         | -                             | -             | -          | -          | -      | -        | 9    |
| Abderrazak Houya   | Halbweltergewicht bis 64 kg | Gaybatulla Gadzhialiyev | 19:16    | Jeffrey Horn     | 11:17        | -                             | -             | -          | -          | -      | -        | 9    |
| Yahia El-Mekachari | Halbschwergewicht bis 81 kg | Dschahon Qurbonow       | 16:8     | Elshod Rasulov   | 6:13         | -                             | -             | -          | -          | -      | -        | 9    |

### Fechten
| Athleten           | Wettbewerb     | 1. Runde            | 1. Runde | 2. Runde       | 2. Runde | Achtelfinale    | Achtelfinale | Viertelfinale     | Viertelfinale | Halbfinale    | Halbfinale    | Finale        | Finale        | Rang |
| Athleten           | Wettbewerb     | Gegner              | Ergebnis | Gegner         | Ergebnis | Gegner          | Ergebnis     | Gegner            | Ergebnis      | Gegner        | Ergebnis      | Gegner        | Ergebnis      | Rang |
| ------------------ | -------------- | ------------------- | -------- | -------------- | -------- | --------------- | ------------ | ----------------- | ------------- | ------------- | ------------- | ------------- | ------------- | ---- |
| Frauen             |                |                     |          |                |          |                 |              |                   |               |               |               |               |               |      |
| Sarra Besbes       | Degen Einzel   | –                   | –        | Luo Xiaojuan   | 15:9     | Choi In-jeong   | 12:11        | Britta Heidemann  | 12:15         | ausgeschieden | ausgeschieden | ausgeschieden | ausgeschieden | 8    |
| Inès Boubakri      | Florett Einzel | –                   | –        | Nicole Ross    | 15:8     | Astrid Guyart   | 15:10        | Valentina Vezzali | 7:8           | -             | -             | -             | -             | 6    |
| Azza Besbes        | Säbel Einzel   | –                   | –        | Au Sin Ying    | 15:13    | Dagmara Wozniak | 13:15        | -                 | -             | -             | -             | -             | -             | 9    |
| Amira Ben Chaabane | Säbel Einzel   | –                   | –        | Chen Xiaodong  | 12:15    | -               | -            | -                 | -             | -             | -             | -             | -             | 22   |
| Männer             |                |                     |          |                |          |                 |              |                   |               |               |               |               |               |      |
| Mohamed Samandi    | Florett Einzel | Husayn Rosowsky     | 15:8     | Andrea Cassarà | 7:15     | -               | -            | -                 | -             | -             | -             | -             | -             | 31   |
| Hichem Smandi      | Säbel Einzel   | Hernan Jansen Brito | 13:15    | -              | -        | -               | -            | -                 | -             | -             | -             | -             | -             | 34   |

### Gewichtheben
| Athleten        | Wettbewerb       | Reißen  | Reißen | Stoßen  | Stoßen | Zweikampf | Zweikampf | Rang |
| Athleten        | Wettbewerb       | Gewicht | Rang   | Gewicht | Rang   | Gewicht   | Rang      | Rang |
| --------------- | ---------------- | ------- | ------ | ------- | ------ | --------- | --------- | ---- |
| Frauen          |                  |         |        |         |        |           |           |      |
| Ghada Hassine   | Klasse bis 69 kg | 102 kg  | 10     | 120 kg  | 10     | 222 kg    | 10        | 10   |
| Männer          |                  |         |        |         |        |           |           |      |
| Khalil El Maoui | Klasse bis 56 kg | 132 kg  | DNF    | DNF     | DNF    | DNF       | DNF       | DNF  |

### Handball
| Wettbewerb    | Männer |
| ------------- | --- |
| Athleten      | Marouane Maggaïez Wassim Helal Issam Tej Marouan Chouiref Heykel Megannem Kamel Alouini Wissem Hmam Wael Jallouz Mosbah Sanaï Slim Hédoui Oussama Boughanmi Amine Bannour Aymen Toumi Jalel Touati Anouar Ayed (Ersatz) |
| Trainer       | Zoran Zivkovic |
| Gruppenphase  | Schweden 21:28 (11:16) Island 22:32 (8:19) Frankreich 19:25 (11:12) Großbritannien 34:17 (14:8) Argentinien 25:23 (12:12)                                                                                               |
| Viertelfinale | Kroatien 23:25 (9:13) |
| Halbfinale    | ausgeschieden |
| Finale        | ausgeschieden |
| Platzierung   | – |

### Judo
| Athleten           | Wettbewerb         | 1. Runde      | 1. Runde | Achtelfinale          | Achtelfinale | Viertelfinale | Viertelfinale | Hoffnungsrunde Halbfinale | Hoffnungsrunde Halbfinale | Halbfinale | Halbfinale | Hoffnungsrunde Finale | Hoffnungsrunde Finale | Finale | Finale   | Rang |
| Athleten           | Wettbewerb         | Gegner        | Ergebnis | Gegner                | Ergebnis     | Gegner        | Ergebnis      | Gegner                    | Ergebnis                  | Gegner     | Ergebnis   | Gegner                | Ergebnis              | Gegner | Ergebnis | Rang |
| ------------------ | ------------------ | ------------- | -------- | --------------------- | ------------ | ------------- | ------------- | ------------------------- | ------------------------- | ---------- | ---------- | --------------------- | --------------------- | ------ | -------- | ---- |
| Frauen             |                    |               |          |                       |              |               |               |                           |                           |            |            |                       |                       |        |          |      |
| Houda Miled        | Klasse bis 70 kg   | BYE           | BYE      | Fei Chen              | 0001:100     | -             | -             | -                         | -                         | -          | -          | -                     | -                     | -      | -        | 9    |
| Hana Mareghni      | Klasse bis 78 kg   | BYE           | BYE      | Mayra Aguiar          | 0003:020     | -             | -             | -                         | -                         | -          | -          | -                     | -                     | -      | -        | 9    |
| Nihel Cheik Rouhou | Klasse über 78 kg  | BYE           | BYE      | Maria Suelen Altheman | 0001:1001    | -             | -             | -                         | -                         | -          | -          | -                     | -                     | -      | -        | 9    |
| Männer             |                    |               |          |                       |              |               |               |                           |                           |            |            |                       |                       |        |          |      |
| Faycal Jaballah    | Klasse über 100 kg | J. Schynkejew | 0001:001 | Teddy Riner           | 0002:101     | -             | -             | -                         | -                         | -          | -          | -                     | -                     | -      | -        | 9    |

### Kanu

#### Kanurennsport
| Athleten           | Wettbewerb | Vorlauf      | Vorlauf | Halbfinale   | Halbfinale | B-Finale     | B-Finale | Rang |
| Athleten           | Wettbewerb | Zeit         | Rang    | Zeit         | Rang       | Zeit         | Rang     | Rang |
| ------------------ | ---------- | ------------ | ------- | ------------ | ---------- | ------------ | -------- | ---- |
| Frauen             |            |              |         |              |            |              |          |      |
| Afef Ben Ismail    | K-1 500 m  | 2:07,705 min | 6       | 2:15,362 min | 8          | -            | -        | 23   |
| Männer             |            |              |         |              |            |              |          |      |
| Khaled Houcine     | C-1 200 m  | 44,395 s     | 4       | 44,373 s     | 7          | -            | -        | 19   |
| Mohamed Ali Mrabet | K-1 1000 m | 3:32,204 min | 4       | 3:44,545 min | 8          | 3:33,515 min | 5        | 13   |

### Leichtathletik
Laufen und Gehen
| Athleten           | Wettbewerb       | Vorlauf          | Vorlauf          | Halbfinale | Halbfinale | Finale           | Finale | Rang             |
| Athleten           | Wettbewerb       | Zeit             | Rang             | Zeit       | Rang       | Zeit             | Rang   | Rang             |
| ------------------ | ---------------- | ---------------- | ---------------- | ---------- | ---------- | ---------------- | ------ | ---------------- |
| Frauen             |                  |                  |                  |            |            |                  |        |                  |
| Amira Ben Amor     | Marathon         | –                | –                | –          | –          | 2:40:13 h (NR)   | 80     | 80               |
| Habiba Ghribi      | 3000 m Hindernis | 9:27,42 min      | 2                | –          | –          | 9:08,37 min (NR) | 1      | Gold             |
| Adel Hfaiedh       | 3000 m Hindernis | nicht angetreten | nicht angetreten | –          | –          | -                | -      | nicht angetreten |
| Männer             |                  |                  |                  |            |            |                  |        |                  |
| Hosni Wissem Hosni | Marathon         | –                | –                | –          | –          | 2:26:43 h        | 71     | 71               |
| Amor Ben Yahia     | 3000 m Hindernis | 8:22,70 min      | 7                | –          | –          | -                | -      | 14               |
| Hassanine Sebei    | 20 km Gehen      | –                | –                | –          | –          | DNF              | DNF    | DNF              |

### Ringen
| Athleten                         | Wettbewerb        | 1. Runde               | 1. Runde | Achtelfinale      | Achtelfinale | Viertelfinale         | Viertelfinale | Halbfinale | Halbfinale | Hoffnungsrunde Viertelfinale | Hoffnungsrunde Viertelfinale | Hoffnungsrunde Halbfinale | Hoffnungsrunde Halbfinale | Hoffnungsrunde Finale | Hoffnungsrunde Finale | Finale | Finale   | Rang |
| Athleten                         | Wettbewerb        | Gegner                 | Ergebnis | Gegner            | Ergebnis     | Gegner                | Ergebnis      | Gegner     | Ergebnis   | Gegner                       | Ergebnis                     | Gegner                    | Ergebnis                  | Gegner                | Ergebnis              | Gegner | Ergebnis | Rang |
| -------------------------------- | ----------------- | ---------------------- | -------- | ----------------- | ------------ | --------------------- | ------------- | ---------- | ---------- | ---------------------------- | ---------------------------- | ------------------------- | ------------------------- | --------------------- | --------------------- | ------ | -------- | ---- |
| Freistil Frauen                  |                   |                        |          |                   |              |                       |               |            |            |                              |                              |                           |                           |                       |                       |        |          |      |
| Maroi Mezien                     | Klasse bis 48 kg  | BYE                    | BYE      | Hitomi Obara      | 0:5          | -                     | -             | -          | -          | -                            | -                            | Isabelle Sambou           | 0:5                       | -                     | -                     | -      | -        | 14   |
| Marwa Amri                       | Klasse bis 55 kg  | Jieun Um               | 5:0      | Sofia Mattson     | 0:3          | -                     | -             | -          | -          | -                            | -                            | -                         | -                         | -                     | -                     | -      | -        | 8    |
| griechisch-römischer Stil Männer |                   |                        |          |                   |              |                       |               |            |            |                              |                              |                           |                           |                       |                       |        |          |      |
| Zied Ayt Okrame                  | Klasse bis 74 kg  | BYE                    | BYE      | Christhope Guenot | 0:3          | -                     | -             | -          | -          | -                            | -                            | -                         | -                         | -                     | -                     | -      | -        | 17   |
| Haikel Achouri                   | Klasse bis 84 kg  | BYE                    | BYE      | Wassyl Ratschyba  | 0:3          | -                     | -             | -          | -          | -                            | -                            | -                         | -                         | -                     | -                     | -      | -        | 15   |
| Hassine Ayari                    | Klasse bis 96 kg  | BYE                    | BYE      | Choukri Atafi     | 3:1          | Yunior Estrada Falcon | 0:3           | -          | -          | -                            | -                            | -                         | -                         | -                     | -                     | -      | -        | 9    |
| Radhouane Chebbi                 | Klasse bis 120 kg | BYE                    | BYE      | Lukasz Banak      | 0:3          | -                     | -             | -          | -          | -                            | -                            | -                         | -                         | -                     | -                     | -      | -        | 15   |
| Freistil Männer                  |                   |                        |          |                   |              |                       |               |            |            |                              |                              |                           |                           |                       |                       |        |          |      |
| Haithem Ben Alayech              | Klasse bis 66 kg  | Haislan Veranes Garcia | 0:5      | -                 | -            | -                     | -             | -          | -          | -                            | -                            | -                         | -                         | -                     | -                     | -      | -        | 18   |
| Bilel Ouechtati                  | Klasse bis 74 kg  | BYE                    | BYE      | Ä. Schäpijew      | 1:3          | -                     | -             | -          | -          | -                            | -                            | -                         | -                         | -                     | -                     | -      | -        | 11   |

### Rudern
| Athleten    | Wettbewerb | Vorlauf     | Vorlauf | Hoffnungslauf | Hoffnungslauf | Viertelfinale | Viertelfinale | Halbfinale E/F | Halbfinale E/F | E,F-Finale  | E,F-Finale | Rang |
| Athleten    | Wettbewerb | Zeit        | Rang    | Zeit          | Rang          | Zeit          | Rang          | Zeit           | Rang           | Zeit        | Rang       | Rang |
| ----------- | ---------- | ----------- | ------- | ------------- | ------------- | ------------- | ------------- | -------------- | -------------- | ----------- | ---------- | ---- |
| Frauen      |            |             |         |               |               |               |               |                |                |             |            |      |
| Racha Soula | Einer      | 8:19,31 min | 6       | 8:10,76 min   | 4             | -             | -             | -              | -              | 8:49,47 min | 3          | 27   |
| Männer      |            |             |         |               |               |               |               |                |                |             |            |      |
| Aymen Mejri | Einer      | 7:21,64 min | 5       | 7:11,94 min   | 4             | -             | -             | 7:35,48 min    | 4              | 7:33,62 min | 1          | 31   |

### Schießen
| Athleten    | Wettbewerb       | Qualifikation | Qualifikation | Finale | Finale | Ringe | Rang |
| Athleten    | Wettbewerb       | Ringe         | Rang          | Ringe  | Rang   | Ringe | Rang |
| ----------- | ---------------- | ------------- | ------------- | ------ | ------ | ----- | ---- |
| Frauen      |                  |               |               |        |        |       |      |
| Noura Nasri | Luftpistole 10 m | 377           | 30            | -      | -      | 377   | 30   |

### Schwimmen
| Athleten         | Wettbewerb       | Vorlauf          | Vorlauf          | Halbfinale | Halbfinale | Finale       | Finale | Rang             |
| Athleten         | Wettbewerb       | Zeit             | Rang             | Zeit       | Rang       | Zeit         | Rang   | Rang             |
| ---------------- | ---------------- | ---------------- | ---------------- | ---------- | ---------- | ------------ | ------ | ---------------- |
| Frauen           |                  |                  |                  |            |            |              |        |                  |
| Sarra Lajnef     | 200 m Brust      | 2:31,15 min      | 5                | -          | -          | -            | -      | 31               |
| Männer           |                  |                  |                  |            |            |              |        |                  |
| Ahmed Mathlouthi | 200 m Freistil   | 1:49,68 min      | 6                | -          | -          | -            | -      | 30               |
| Ahmed Mathlouthi | 400 m Freistil   | nicht angetreten | nicht angetreten | –          | –          | -            | -      | nicht angetreten |
| Oussama Mellouli | 400 m Freistil   | nicht angetreten | nicht angetreten | –          | –          | -            | -      | nicht angetreten |
| Oussama Mellouli | 1500 m Freistil  | 14:46,23 min     | 2                | –          | –          | 14:40,31 min | 3      | Bronze           |
| Taki Mrabet      | 200 m Lagen      | 2:01,41 min      | 8                | -          | -          | -            | -      | 29               |
| Taki Mrabet      | 400 m Lagen      | disqualifiziert  | disqualifiziert  | –          | –          | -            | -      | disqualifiziert  |
| Oussama Mellouli | 10 km Freiwasser | –                | –                | –          | –          | 1:49:55,1 h  | 1      | Gold             |

### Segeln
Fleet Race
| Athleten       | Wettbewerb | Qualifikation | Qualifikation | Medal Race | Medal Race | Punkte | Rang |
| Athleten       | Wettbewerb | Punkte        | Rang          | Punkte     | Rang       | Punkte | Rang |
| -------------- | ---------- | ------------- | ------------- | ---------- | ---------- | ------ | ---- |
| Männer         |            |               |               |            |            |        |      |
| Youssef Akrout | Laser      | 396           | 45            | -          | -          | 396    | 45   |

### Taekwondo
| Athleten          | Wettbewerb        | Achtelfinale              | Achtelfinale | Viertelfinale | Viertelfinale | Halbfinale | Halbfinale | Hoffnungsrunde Halbfinale | Hoffnungsrunde Halbfinale | Hoffnungsrunde Finale | Hoffnungsrunde Finale | Finale | Finale   | Rang |
| Athleten          | Wettbewerb        | Gegner                    | Ergebnis     | Gegner        | Ergebnis      | Gegner     | Ergebnis   | Gegner                    | Ergebnis                  | Gegner                | Ergebnis              | Gegner | Ergebnis | Rang |
| ----------------- | ----------------- | ------------------------- | ------------ | ------------- | ------------- | ---------- | ---------- | ------------------------- | ------------------------- | --------------------- | --------------------- | ------ | -------- | ---- |
| Frauen            |                   |                           |              |               |               |            |            |                           |                           |                       |                       |        |          |      |
| Khaoula Ben Hamza | Klasse über 67 kg | Anastassija Baryschnikowa | 6:12         | -             | -             | -          | -          | -                         | -                         | -                     | -                     | -      | -        | 11   |

### Tennis
| Athleten     | Wettbewerb | 1. Runde       | 1. Runde      | 2. Runde   | 2. Runde | Achtelfinale | Achtelfinale | Viertelfinale | Viertelfinale | Halbfinale | Halbfinale | Finale | Finale   |
| Athleten     | Wettbewerb | Gegner         | Ergebnis      | Gegner     | Ergebnis | Gegner       | Ergebnis     | Gegner        | Ergebnis      | Gegner     | Ergebnis   | Gegner | Ergebnis |
| ------------ | ---------- | -------------- | ------------- | ---------- | -------- | ------------ | ------------ | ------------- | ------------- | ---------- | ---------- | ------ | -------- |
| Frauen       |            |                |               |            |          |              |              |               |               |            |            |        |          |
| Ons Jabeur   | Einzel     | Sabine Lisicki | 6:4, 0:6, 5:7 | -          | -        | -            | -            | -             | -             | -          | -          | -      | 33       |
| Männer       |            |                |               |            |          |              |              |               |               |            |            |        |          |
| Malek Jaziri | Einzel     | Lu Yen-hsun    | 7:6, 4:6, 6:3 | John Isner | 6:7, 2:6 | -            | -            | -             | -             | -          | -          | -      | 17       |

### Turnen
| Athleten         | Wettbewerb | Qualifikation | Qualifikation | Finale        | Finale        | Rang          |
| Athleten         | Wettbewerb | Punkte        | Rang          | Punkte        | Rang          | Rang          |
| ---------------- | ---------- | ------------- | ------------- | ------------- | ------------- | ------------- |
| Männer           |            |               |               |               |               |               |
| Wajdi Bouallègue | Boden      | 13,708        | 60            | ausgeschieden | ausgeschieden | ausgeschieden |

### Volleyball

#### Hallenvolleyball
| Wettbewerb    | Männer |
| ------------- | --- |
| Athleten      | Marouen Garci Elyes Karamosli Mohamed Ben Slimen Omar Agrebi Hamza Nagga Hamza Ismail Moalla Anouer Taouerghi Noureddine Hfaiedh Bilel Ben Hasine Mahadi Ben Cheikh Hichem Kaabi Nabil Miladi |
| Trainer       | Fethi Mkaouer |
| Gruppenphase  | Brasilien (0:3) Serbien (1:3) Russland (0:3) Deutschland (0:3) USA (0:3) |
| Viertelfinale | – |
| Halbfinale    | – |
| Finale        | – |